# اسکی‌کنت (گرگر)
اسکی‌کنت {{ترکی|Eskikent) (به کردی: Temsiyas) یک منطقهٔ مسکونی کردنشین در ترکیه است که در گرگر، آدیامان واقع شده‌است.